# رون كلارك
رون كلارك (بالإنجليزية: Ron Clarke) (و. 1937 – 2015 م) هو عداء مسافات طويلة، وسياسي، ومنافس ألعاب قوى، من أستراليا، ولد في ملبورن، شارك في ألعاب أولمبية صيفية 1968، وألعاب أولمبية صيفية 1964، توفي في غولد كوست، عن عمر يناهز 78 عاماً.

## مناصب
تولى منصب عمدة، وMayor of the Gold Coast.

## التعليم
تعلم في Melbourne High School ‏.

## جوائز
حصل على جوائز منها:
- ميدالية بيسليت  [لغات أخرى]‏ (1968)
- ضابط وسام أستراليا
- عضو رتبة الإمبراطورية البريطانية.

## وصلات خارجية
- رون كلارك على موقع الاتحاد الدولي لألعاب القوى (الإنجليزية)
- رون كلارك على موقع النتائج التاريخية لألعاب القوى الأسترالية (الإنجليزية)
- رون كلارك على موقع رابطة إحصائيات سباق الطريق (الإنجليزية)
- رون كلارك على موقع اللجنة الأولمبية الدولية (الإنجليزية)
- رون كلارك على موقع أوليمبيديا (الإنجليزية)
- رون كلارك على موقع اللجنة الأولمبية الأسترالية (الإنجليزية)
- رون كلارك على موقع اتحاد ألعاب الكومنولث (مؤرشف) (الإنجليزية)
- رون كلارك على موقع قاعة أستراليا للمشاهير الرياضية (الإنجليزية)
- رون كلارك على موقع IMDb (الإنجليزية)